# Todd Clever
Todd Stanger Clever (* 16. Januar 1983 in Palm Springs, Kalifornien) ist ein US-amerikanischer Rugby-Union-Spieler. Er spielte als Kapitän für die Nationalmannschaft der Vereinigten Staaten auf der Position des Flügelstürmers. Derzeit spielt Clever für den Major League Rugby Verein Austin Elite.

## Karriere

### Jugend
Clever spielte zum ersten Mal Rugby an der Santa Teresa High School in San Jose. In den Jahren 2000–2002 wurde er zudem in der U19-Nationalmannschaft der Vereinigten Staaten eingesetzt. Später spielte er dann für die Universität von Nevada in Reno (2002-2004).

### Vereinskarriere
Clever begann 2006 seine professionelle Karriere in Neuseeland bei der Provinzmannschaft North Harbour. Im Jahre 2009 spielte er im südafrikanischen Franchise Lions und war der erste US-Amerikaner, der einen Versuch im Super 14 Wettbewerb legte. Die geschah am 28. März 2009 im Spiel der Lions gegen die Hurricanes. Im Juni 2010 wechselte Clever zum japanischen Top League Verein Suntory Sungoliath, mit dem er im März 2012 das Top-League Finale gegen die Panasonic Wild Knights gewinnen konnte. Im gleichen Monat unterzeichnete Clever einen Vertrag beim Ligakonkurrenten NTT Shining Arcs. Im September 2015 wechselte er dann für eine Saison zum englischen Premiership Rugby Verein Newcastle Falcons. 2016 unterzeichnete Todd Clever einen Vertrag als Spieler und Miteigentümer bei Austin Elite, einer der Gründungsmitglieder der neugeschaffenen Major League Rugby, die 2018 ihren Spielbetrieb aufnahm. In den Jahren 2016 bis 2018 spielte er zudem für die Austin Huns.

### Nationalmannschaftskarriere
Todd Clever debütierte im August 2003 für die Nationalmannschaft der Vereinigten Staaten gegen Argentinien im Alter von zwanzig Jahren. Er nahm an den Weltmeisterschaften 2007 und 2011 teil und gewann mit seiner Mannschaft 2005 das Men's Plate Finale (3. Platz), sowie 2009 und 2011 das Men's Bowl Finale (5. Platz) im Churchill Cup. Clever bekam zahlreiche Auszeichnungen und wurde als Kapitän das Aushängeschild der USA Eagles. Im Juni 2017 gab Clever das Ende seiner Nationalmannschaftskarriere bekannt. Er spielte zudem von 2004 bis 2009 für die Siebener-Rugby-Nationalmannschaft der Vereinigten Staaten.

## Ehrungen
- 2006 ARN Spieler des Jahres
- 2008 World Rugby Shop's USA Rugby männlicher Spieler des Jahres
- 2008 USA Rugby männlicher Spieler des Jahres
- 2009 RUGBYMag.com Spieler des Jahres
- 2009 RUGBYMag.com Übersee Performer des Jahres
- Nordamerikanischer Rugbyspieler der Dekade 2000-2009
- RuggaMatrix USA Spieler der Dekade 2000-2009